# デイヴィッド・マシューズ (ピアニスト)
デイヴィッド・マシューズ（David Matthews、1942年3月4日 - ）は、アメリカのジャズのアレンジャーでピアニスト。CTI/KUDUで編曲家として活躍。親日家で日本制作のアルバムも多数ある。2024年現在は青森県八戸市在住。

## バイオグラフィ
- 1942年、ケンタッキー州に生まれる。
- ルイヴィル音楽院（フレンチホルン・作曲専攻）、シンシナティ音楽院で学ぶ。
- イーストマン音楽院在学時からジャズコンボで活動。
- 1970年、ジェームス・ブラウンのツアー・バンドに抜擢。
- 1975年、初リーダー作『ライヴ・アット・ザ・ファイブ・スポット』を発表。
- 1976年以降、CTIレコードのKUDUレーベルでアレンジを担当。同年、ジョージ・ベンソンのアルバム『グッド・キング・バッド』でグラミー賞受賞。
- 1978年、CTIを離れ、日本のキングレコード傘下の「Electric Bird」レーベルと契約。
- 1984年、マンハッタン・ジャズ・クインテットを結成。
- 1989年、マンハッタン・ジャズ・オーケストラに発展。度々、来日している。
- 2013年、日本に移住。

## ディスコグラフィ

### リーダー・アルバム
- The Grodeck Whipperjenny (1970年、People) ※The Grodeck Whipperjenny名義
- 『ライヴ・アット・ザ・ファイブ・スポット』 - Big Band Recorded at the Five Spot (1975年、Muse)
- 『シューギー・ワナ・ブギー』 - Shoogie Wanna Boogie (1976年、Kudu) ※with Whirlwind
- 『砂の惑星』 - Dune (1977年、CTI)
- 『ナイト・フライト』 - Night Flight (1977年、Muse)
- 『デジタル・ラヴ』 - Digital Love (1979年、Electric Bird) ※with エレクトリック・バーズ
- 『コズミック・シティ』 - Cosmic City (1980年、King) ※with エレクトリック・バーズ
- 『スーパー・ファンキー・サックス』 - Super Funky Sax (1980年、Electric Bird) ※スーパー・ファンキー・サックス名義
- 『デルタ・レディ』 - Delta Lady (1980年、Electric Bird) ※with アール・クルー
- 『新アランフエス協奏曲』 - Concierto De Aranjuez (1981年、Electric Bird) ※with ジム・ホール
- 『ニューヨーク・ライナー』 - New York Liner (1981年、Electric Bird) ※ニューヨーク・ライナー名義
- 『グランド・コネクション』 - Grand Connection (1983年、Electric Bird) ※with グローヴァー・ワシントン・ジュニア、アール・クルー
- 『グランド・クロス』 - Grand Cross (1983年、Bellaphon) ※グランド・クロス名義
- 『スーパー・ファンキー・サックス』 - Super Funky Sax (1984年、Electric Bird) ※スーパー・ファンキー・サックス名義
- 『ビリー・ボーイ』 - Billy Boy (1986年、King/Paddle Wheel)
- 『ワルツ・フォー・デビー』 - Waltz for Debby (1987年、Paddle Wheel)
- 『アンノウン・スタンダード』 - Unknown Standards (1988年、Paddle Wheel)
- 『アンド・ゼン・イット・ハプンド』 - And Then It Happened (1989年、Electric Bird) ※with キャロル・フリーデッド
- 『テネシー・ワルツ』 - Tennessee Waltz (1989年、Paddle Wheel) ※with ジョン・スコフィールド
- 『スピード・デモン』 - Speed Demon (1989年、Electric Bird) ※with ファースト・コール
- 『アメリカン・パイ』 - American Pie (1990年、Sweet Basil) ※with ゲイリー・バートン
- 『プレイ・モーツァルト』 - Play Mozart (1990年、Sweet Basil) ※with セントラル・パーク・キッズ
- 『ジャズ・バラッド・ウィズ・ストリングス』 - Jazz Ballads with Strings (1991年、Sweet Basil)
- 『美しすぎて (ユー・アー・トゥー・ビューティフル)』 - You Are Too Beautiful (1993年、Sweet Basil) ※with アンディ・スニッツァー
- 『ゲティン・バック・トゥ・マイ・ルーツ』 - Gettin' Back To My Roots (1993年、Pioneer) ※J-ファンク・エクスプレス名義
- 『シンフォニック・ジャズ・スタンダード〜枯葉、マイ・ファニー・ヴァレンタイン』 - Symphonic Jazz Standard (1993年、Sony)
- 『シンフォニック・ポップス・スタンダード〜ムーン・リヴァー、スターダスト』 - Symphonic Pops Standard (1993年、Sony)
- 『センチメンタル・ジャーニー』 - Sentimental Journey (1994年、Sweet Basil) ※with ケニー・バレル
- 『プレイ・ザ・ビートルズ』 - Play The Beatles (1994年、Sweet Basil) ※セントラル・パーク・キッズ名義。後に本人名義で『ハロー・グッドバイ』として再発
- 『スーパー・トロンボーン』 - Super Trombone (1995年、Sweet Basil) ※スーパー・トロンボーン名義
- 『ディス・イズ・レア・グルーヴ!』 - This Is Rare Groove! (1995年、Pony Canyon) ※J-ファンク・エクスプレス名義
- 『ギターズ・オン・ファイヤー!』 - Guitars On Fire! (1996年、Bandai Music) ※with ギターズ・オン・ファイヤー
- 『ウイズアウト・ユー』 - Without You (1996年、Bandai Music) ※with ザ・マスターズ
- 『グレイテスト・ラヴ・オブ・オール』 - Greatest Love Of All (1996年、Bandai Music) ※with ザ・マスターズ
- 『ウォーターメロン・マン』 - Watermelon Man (1997年、Sweet Basil)
- 『古畑ジャズ IN N.Y.』 - Furuhata Jazz in N.Y. (1997年、WEA)
- 『マンボNO.5』 - Mambo No. 5 (1998年、Sweet Basil)
- Back to Bach (2000年、Milestone) ※日本盤はマンハッタン・ジャズ・オーケストラ名義の『バッハ2000』として発売
- 『イパネマの娘』 - Girl from Ipanema (2002年、Videoarts Music) ※with N.Y. Friends
- 『インプレッションズ』 - Impressions (2002年、Videoarts Music) ※with N.Y. Friends
- 『ヘイ・デューク!』 - Hey Duke! (2002年、Milestone) ※1999年録音。日本盤はマンハッタン・ジャズ・オーケストラ名義
- 『サー』 - Sir, (2018年、Paddle Wheel) ※with エディ・ゴメス、スティーヴ・ガッド

### 参加アルバム
- ジェームス・ブラウン : Sho' Is Funky Down Here (1971年、King)
- リン・コリンズ : 『シンク』 - Think (About It) (1972年、People)